# SAFFA
La Schweizerische Ausstellung für Frauenarbeit (SAFFA), in Lingua tedesca «esposizione svizzera del lavoro femminile», fu un'esposizione nazionale svizzera tenutasi nel 1928 a Berna e nel 1958 a Zurigo, organizzata dall'Alleanza Svizzera delle società femminili (ASF), dalla Lega Svizzera delle donne cattoliche e altre 28 associazioni di donne in Svizzera, per far prendere coscienza dell'importanza del lavoro femminile e della precarietà della situazione delle donne lavoratrici degli anni del dopoguerra.

## La SAFFA del 1928

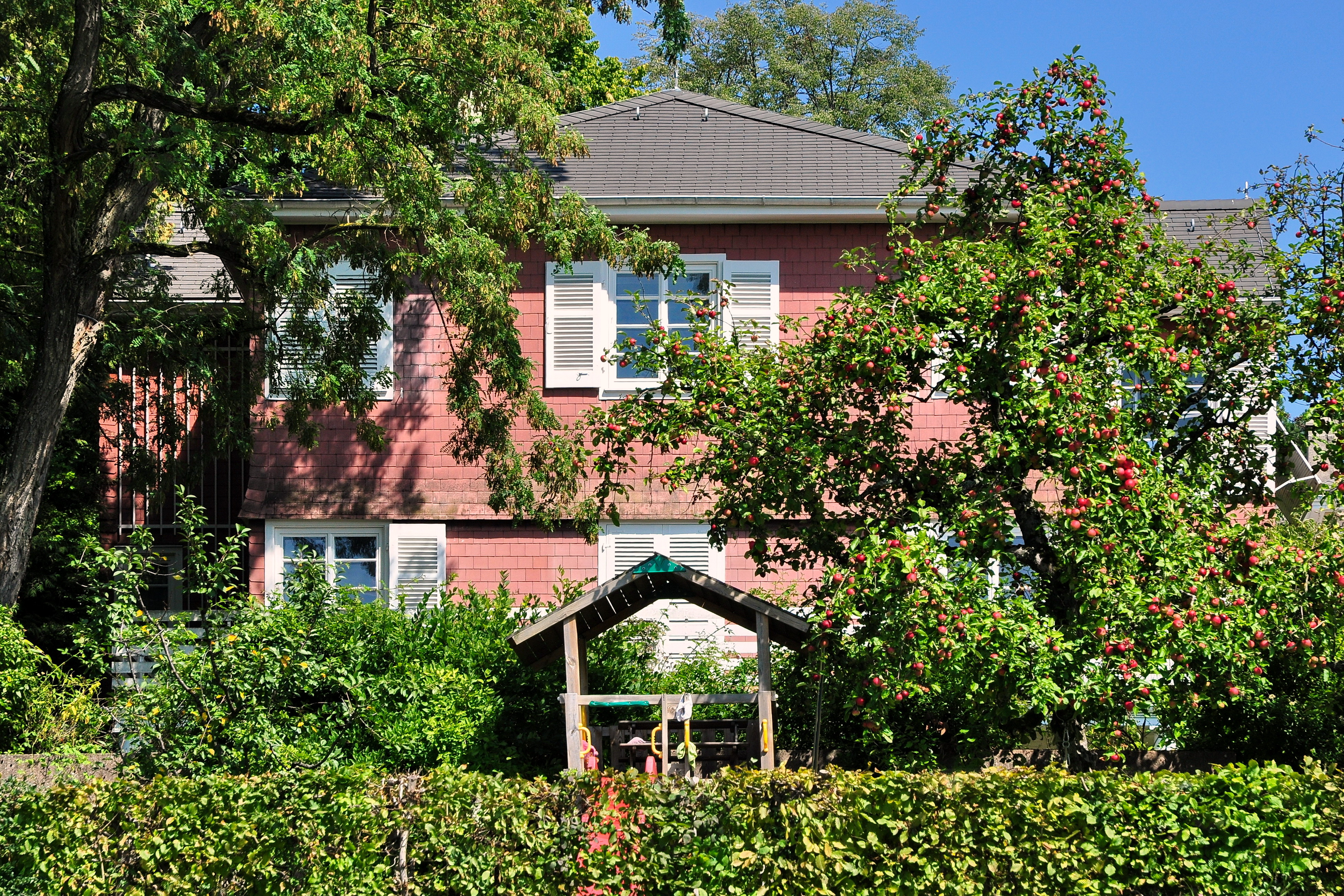
La sede della SAFFA di Lux Guyer

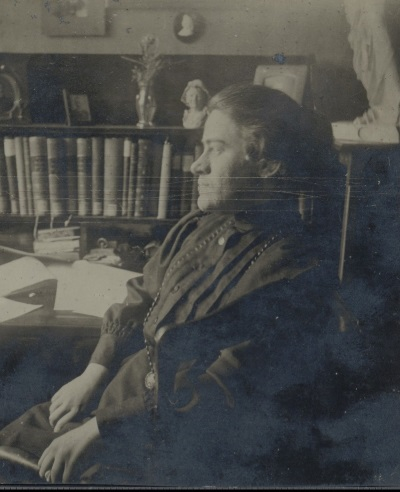
Anna Tumarkin

La prima SAFFA ebbe luogo dal 26 agosto al 30 settembre 1928 nella zona del Vierfeld a Berna (oggi rue Länggasse-Felsentu). Louise (Lux) Guyer, la prima donna architetto in Svizzera, ne diresse l'organizzazione. Terminò i lavori in tre mesi con l'aiuto di elementi prefabbricati in legno. All'apertura dell'esposizione, la sua reputazione di architetto si stabilì. Il tema principale dell'esposizione era il servizio reso dalle donne nelle famiglie, la vita quotidiana, le scienze e le arti, ma anche l'importanza del lavoro femminile per l'economia e la società svizzera.
Adele Bloesch-Stöcker fu l'incaricata della concezione musicale di questa prima esposizione.
Uno dei simboli emblematici di questa prima esposizione fu un'immensa lumaca che cammina su un carro, in simbolo della lentezza nell'avanzamento in materia di suffragio femminile in Svizzera. 
Successivamente alla SAFFA del 1928, i guadagni realizzati permisero la creazione di un organismo di credito con un capitale di 350 000 CHF: la SAFFA vide la luce nel 1931 ed ebbe l'obiettivo di concedere dei crediti alle donne desiderose di avviare la propria società. La SAFFA è riconosciuta di utilità pubblica il 5 ottobre 1967.
Il quotidiano bernese der Bund consacrò la sua prima pagina alla SAFFA nella sua edizione del 24 agosto 1928. Anna Tumarkin fa parte delle personalità notorie che hanno sostenuto la SAFFA.

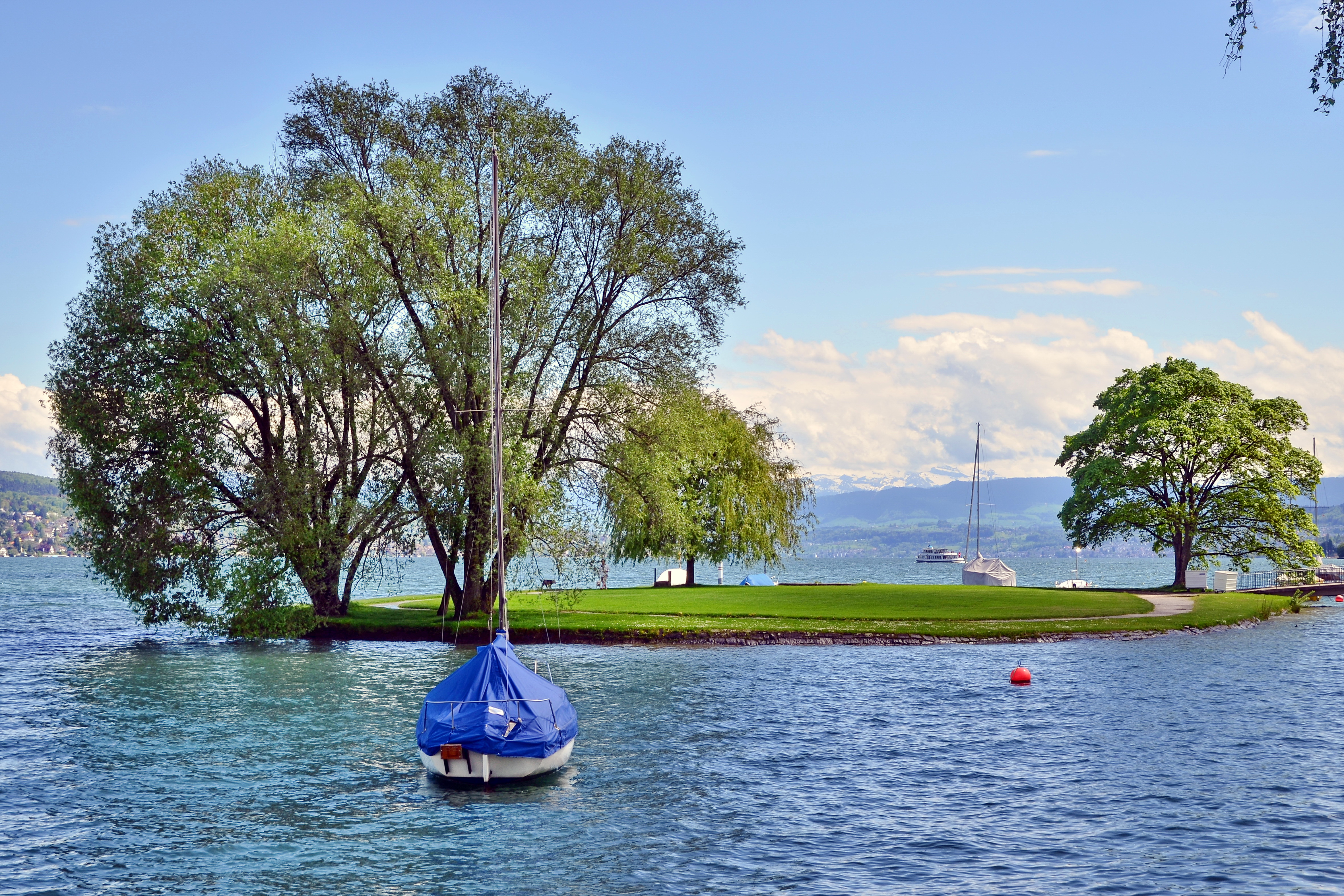
Jaffa-Insel nel Zürichsee lakeshore Wollishofen

Dal 17 luglio al 15 settembre 1958, l'Alleanza F organizzò la seconda edizione della SAFFA con oltre un centinaio di associazioni nazionali e cantonali sulla Landiwieue a Zurigo-Wollishofen. L'isola artificiale della SAFFA fu inaugurata per l'occasione. Annemarie Hubacher-Constam fu l'architetto principale dell'esposizione, il cui tema principale era il "ciclo della vita della donna nella famiglia, nel lavoro e lo stato". La SAFFA presentò le donne che avevano un ruolo nell'economia in piena espansione come consumatrici e lavoratrici nei campi dell'educazione, del lavoro, dell'industria e degli hobby.
L'esposizione fu organizzata e concepita esclusivamente da donne, e ricevette 1,9 milioni di visite. La suffragetta Elisabeth Pletscher, all'epoca cinquantenne, vi partecipò e sottolineò il suo ruolo nel suo impegno politico per l'ottenimento del diritto di voto delle donne, che essa aiutò a ottenere nel 1989 per il cantone di Appenzel. È durante la seconda manifestazione della SAFFA che comparve il libro di Iris von Roten-Meyer Frauen im Laufgitter (Donne in gabbia), spesso considerato come Il secondo sesso in versione svizzera di Simone de Beauvoir del 1949.
L'esposizione presenta delle rotonde, previste come manifestazioni della solidarietà femminile costituì un elemento innovativo e noto. Presentarono degli argomenti come " La mia casa - il mio mondo", "L'ago e il filo" e "Nel campo della cucina", che attiravano le casalinghe. La SAFFA del 1958 fu segnata dal voto riguardo al suffragio delle donne, e le organizzatrici non si mostrarono abbastanza combattive, al punto da creare un "Paradiso degli uomini". Nella parte riservata al teatro dell'esposizione, Jörg Schneider recitò anche nella commedia cabaret Lystrata.
Per l'epoca, le donne apportarono delle idee innovative, come ad esempio l'Orchestra del concerto di apertura, costituito esclusivamente da donne musiciste, e diretto dalla prima donna direttrice d'orchestra diplomata in Svizzera, Hedi Salquin, che diresse il concerto per orchestra Intrada. Quest'opera commissionata espressamente per la SAFFA del 1958, fu composta da una donna, Fernande Peyrot (1888-1978). L'opera fu suonata nell'auditorium della Wasserkirche in presenza dei membri del consiglio federale.
L'esposizione generò un beneficio economico che venne utilizzato dalle associazioni di solidarietà tra donne. L'effigie della SAFFA su un francobollo fu edito per l'occasione della posta svizzera.